# Metleucauge davidi
Metleucauge davidi är en spindelart som först beskrevs av Schenkel 1963.  Metleucauge davidi ingår i släktet Metleucauge och familjen käkspindlar. Inga underarter finns listade i Catalogue of Life.